# Vielist
Vielist è una frazione del comune di Grabowhöfe nel Meclemburgo-Pomerania Anteriore, in Germania.
Appartiene al circondario (Kreis) della Mecklenburgische Seenplatte ed è parte della comunità amministrativa (Amt) di Seenlandschaft Waren.
Già comune autonomo il 1º gennaio 2013 è stato accorpato al comune di Grabowhöfe.